# Pákozd, Fejér
Pákozd  este un sat în districtul Gárdony, județul Fejér, Ungaria, având o populație de 3.058 de locuitori (2011). 

## Demografie
Componența etnică a satului Pákozd
     Maghiari (97,61%)
     Germani (1,23%)
     Necunoscut (0,94%)
     Români (0,22%)
     Alții (0,94%)
Componența confesională a satului Pákozd
     Romano-catolici (37,74%)
     Reformați (17,27%)
     Fără religie (16,35%)
     Atei (1,18%)
     Necunoscută (26,75%)
     Alte religii (1,8%)
Conform recensământului din 2011, satul Pákozd avea 3.058 de locuitori. Din punct de vedere etnic, majoritatea locuitorilor (97,61%) erau maghiari, cu o minoritate de germani (1,23%). Apartenența etnică nu este cunoscută în cazul a 0,94% din locuitori. Nu există o religie majoritară, locuitorii fiind romano-catolici (37,74%), reformați (17,27%), persoane fără religie (16,35%) și atei (1,18%). Pentru 26,75% din locuitori nu este cunoscută apartenența confesională.